# Frank Schätzing
Frank Schätzing (Köln, 1957. május 28. –) kortárs német író.

## Élete
Frank Schätzing kommunikációelméletet tanult és sok éven keresztül kreatív igazgatóként dolgozott a reklámszakmában. Többek között az általa is alapított Intevi kölni reklámügynökség ügyvezetője volt.
Az 1990-es évek elejétől jelentek meg írói tevékenységének eredményei, előbb néhány novella és szatíra, majd 1995-ben egy történelmi regény, Az ördög temploma.
Miután öt "kölni krimi"-ként aposztrofált műve jelent meg az Emons kiadónál és csupán helyi szinten volt többé-kevésbé ismert, 2004-ben megpróbálkozott a tudományos thriller műfajával a Raj című regényével, amely eddigi legnagyobb sikere lett. Megfilmesítését jelen állás szerint 2011-re tervezik; a jogokat Uma Thurman, valamint Ica és Michael Souvignier vásárolta meg. A forgatókönyvíró a tervek szerint A bárányok hallgatnak című film kapcsán ismertté vált Ted Tally lesz, a producer pedig Dino De Laurentiis.
Schätzing nős és a mai napig Kölnben él.

## Művei
- Az ördög temploma (Tod und Teufel, 1995)
- Mordshunger, 1996
- Die dunkle Seite, 1997
- Hangtalan (Lautlos, 2000)
- Keine Angst, 2003
- Raj (Der Schwarm, 2004)
- Die tollkühnen Abenteuer der Ducks auf hoher See (szerk., 2006)
- Híradás egy ismeretlen univerzumból (Nachrichten aus einem unbekannten Universum, 2006)
- Limit (Limit, 2009)
- Breaking news. A Saron-merénylet nyomában (Breaking News, 2014)
- A pillangó zsarnoksága (Die Tyrannei des Schmetterlings, 2018)

## Magyarul
- Raj. Regény; ford. Losonc Csaba; Athenaeum, Bp., 2005 (Geo könyvek)
- Híradás egy ismeretlen univerzumból. Időutazás az óceánok mélyén. Regény; ford. Losonc Csaba; Athenaeum 2000, Bp., 2006
- Az ördög temploma. Regény; Athenaeum, Bp., 2007
- Hangtalan; ford. Losonc Csaba; Athenaeum, Bp., 2009
- Limit, 1-2.; ford. Mesés Péter; Athenaeum, Bp., 2010
- Breaking news. A Saron-merénylet nyomában; ford. Frick József; Athenaeum, Bp., 2016
- A pillangó zsarnoksága; ford. Győri László és Fodor Zsuzsa; Athenaeum, Bp., 2018
- Mi van, ha megmentjük a világot? Tippek túlélni vágyóknak; ford. Csősz Róbert; Athenaeum, Bp., 2023